# Pensamiento Arborescente
Arborescente y rizomático es una clase de pensamiento el cual no es lineal y la cual es expansiva. Este pensamiento genera que las ideas se ramifiquen, haciendo referencia a su nombre. Esto permite que las ideas se expandan y permitan generar ideas de forma paralela y al mismo tiempo ideas interconectadas.El pensamiento arborescente permite abordar los procesos, problemas o proyectos de forma creativa e innovadora.El pensamiento arborescente se presenta usualmente en personas con altas capacidades intelectuales. [cita requerida] Además, el pensamiento arborescente puede facilitar la colaboración y el trabajo en equipo. Como las ideas se generan y se expanden de forma paralela, se pueden explorar diferentes perspectivas y enfoques al mismo tiempo. Esto puede fomentar la diversidad de pensamiento y permitir un enfoque más holístico para resolver problemas.[cita requerida]